# Księstwo sieluńskie

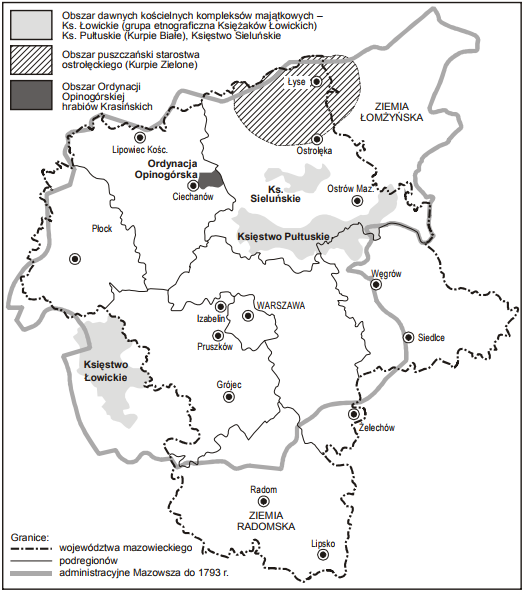
Księstwo sieluńskie i inne wielkie posiadłości kościelne na mapie Mazowsza

Księstwo sieluńskie lub dobra sieluńskie – kompleks dóbr ziemskich na północnym Mazowszu z centrum w Sieluniu, będących beneficjum prepozyta kapituły kościoła katedralnego w Płocku, zwanego proboszczem katedralnym. Od 1598 roku (od XVIII wieku na stałe) proboszczowie zaczęli posługiwać się tytułem książęcym, a same dobra zaczęto nazywać księstwem. Uzurpacja ta została zalegalizowana w czasie Sejmu Wielkiego, jednocześnie jednak proboszczowie utracili zwierzchność nad szlachtą zagrodową zamieszkującą te dobra. Po III rozbiorze Polski w 1795 roku dobra sieluńskie zostały zsekularyzowane i zajęte przez rząd pruski. W okresie Księstwa Warszawskiego stały się własnością marszałka Francji Michela Neya, po kongresie wiedeńskim zostały zajęte przez rząd Królestwa Polskiego. Prepozyci katedralni płoccy posługiwali się jednak tytułem książęcym do roku 1817.

## Położenie i terytorium
Dobra sieluńskie obejmowały obszar trzech parafii położonych po obu brzegach rzeki Narwi – sieluńskiej, gąsewskiej i goworowskiej, a także fragment parafii rzekuńskiej. Północną granicą dóbr było koryto rzeki Omulew, na południu zaś po prawej stronie Narwi rzeka Orzyc, zaś po lewej Orz. Na zachodzie granica dóbr dochodziła do Krasnosielca i Makowa (nie obejmując samych miejscowości), zaś na wschodzie wieś Tomasze. W skład dóbr wchodziło 5 wójtostw oraz 17 wsi zorganizowanych w pięć kluczy:
- Sieluński – obejmujący wsie Sieluń i Kruszewo oraz wójtostwo Dyszobaby
- Gąsewski – obejmujący wsie Gąsewo, Szczegilno, Zamość, Dylewo, Sławkowo i cztery wójtostwa: szczeglińskie, sypniewskie, dylewskie i sławkowskie
- Pokrzywnicki – obejmujący wsie Pokrzywnica i Żabin
- Rembiszowski – obejmujący wsie Goworowo, Rębisze, Jawory i Goworówek
- Borawski – obejmujący wsie Borawe, Lipianka i Kamianka

Oprócz tych miejscowości, będących własnością proboszczów, na terenie księstwa znajdowały się wsie szlacheckie. Na prawym brzegu Narwi były to: Rupino-Stare, Rupino-Pokrzywnica (dziś Rupin), Gołembie, Ogonowo lub Zagnanowo (dziś Ogony), Grzymały-Młynarze, Ochenki-Stare, Ochenki-Nowe (dziś Ochenki), Modzele, Śledzie, Długołęka, Chojnowo, Koski, Rogale, Chrzczonki-Miłuny. Po lewej stronie Narwi były to: Chełsty, Nogawki-Mierzejewo, Cisk, Damięty, Korczaki-Klenczany, Grabowo, Bobino, Stroniawy, Mierzejewo, Jawory, Gierwaty-Szeligi, Gierwaty-Stare, Gierwaty-Zarzeczne, Daniłowo i Zalesie. Łącznie wsi szlacheckich było 25, zamieszkiwało je około 700 osób.

## Historia
Dobra sieluńskie stały się własnością prepozytów w XIII wieku. Z biegiem czasu prerogatywy proboszczów płockich stawały się coraz większe. Uzyskali oni prawo mianowania urzędników – wójtów i sołtysów, ponadto nadawali dobra, przenosili wsie na prawo niemieckie. Sami proboszczowie tytułowali się „wielkimi prepozytami” (praepositus magnus). Poddani proboszcza zwolnieni byli z większości posług i danin, wobec czego dobrowolnie oddawała się pod jego władzę szlachta zagrodowa. Proces ten został przyspieszony, kiedy proboszczem płockim był Henryk, syn księcia mazowieckiego Siemowita III, a więc członek dynastii panującej.
W samym Sieluniu na początku XV wieku powstał gród, który wkrótce przybrał znamiona stołeczności – od tego momentu wszelkie nadania i rozporządzenia w dobrach sieluńskich były właśnie tam wydawane, a nie – tak jak było do tej pory – w Płocku. W Sieluniu powstał także sąd ziemski, który rozstrzygał konflikty pomiędzy szlachtą osiadłą. W 1510 roku proboszczowie zaczęli określać dobra sieluńskie mianem „ziemi” (territorium), wyłączając je poniekąd z ziem łomżyńskiej i różańskiej. Natomiast dziewięć lat później powołany został sąd grodzki, na którego czele stanął mianowany przez proboszcza starosta. Co za tym idzie, prepozyci objęli całkowitą władzę sądowniczą nad szlachtą sieluńską, rozstrzygali również sprawy podlegające prawu miecza. Szlachta straciła prawo odwoływania się do księcia – od wyroków sądu grodzkiego odwoływać mogła się jedynie do samego prepozyta. Po włączeniu Mazowsza do Korony, pozycja szlachty sieluńskiej była wyjątkowa. W sytuacji, gdy szlachta w Polsce cieszyła się rosnącymi swobodami, szlachta sieluńska znajdowała się pod ścisłą kontrolą władzy duchownej. Jedynie w księstwie siewierskim, będącym własnością biskupa krakowskiego, sytuacja była porównywalna, jednak nie była to formalnie część Rzeczypospolitej.
Od tego momentu rozpoczął się proces walki szlachty sieluńskiej o zrównanie w prawach ze szlachtą polską, a także zrzucenie zwierzchności duchownej. Pierwszym aktem tego procesu było odwołanie się do vicesregenta mazowieckiego, który wziął stronę szlachty sieluńskiej. Odpowiedzią proboszcza płockiego był najazd na wsie szlacheckie i zagrabienie dokumentów potwierdzających szlachectwo, jedyną podstawę ubiegania się o wyzwolenie spod władzy kościelnej. W 1595 roku, z inspiracji proboszcza, szlachta ziemi różańskiej, zebrana na sejmiku, wykluczyła szlachtę sieluńską ze swych szeregów i odmówiła jej szlachectwa. W 1598 roku prepozyt Andrzej z Bnina Opaliński narzucił na nią obowiązek płacenia dziesięciny, przybierając także po raz pierwszy tytuł książęcy. Zwyczaj ten nie był kontynuowany przez jego następców. Dopiero w 1723 roku Teodor Czartoryski, noszący tytuł książęcy z racji pochodzenia, utrzymał tę tytulaturę, obejmując probostwo sieluńskie, co jego następcy kontynuowali, nie zważając na brak prawnych podstaw.
Około połowy XVIII wieku cała szlachta sieluńska podjęła wysiłek na rzecz zniesienia zwierzchnictwa kościelnego i spór rozgorzał na nowo. Do tej pory jedynie pojedynczy szlachcice dokonywali próby udowodnienia własnego szlachectwa. Szereg procesów i odwołań do sejmu swoje zwieńczenie znalazł na Sejmie Wielkim, kiedy 29 listopada 1791 roku – uchwałą sejmową – zniesiona została całkowicie jurysdykcja duchowna nad szlachtą sieluńską. Prepozyt płocki Marcin Szeptycki, spodziewając się takiego rozstrzygnięcia, dobrowolnie zrzekł się władzy nad szlachtą sieluńską. Podobny los spotkał szlachtę księstwa siewierskiego. Jednocześnie jednak ten sam sejm uprawomocnił tytuł księcia sieluńskiego, którego proboszczowie katedralni płoccy używali do roku 1817.
Dobra beneficjalne, będące w ręku proboszczów, zostały zajęte przez rząd pruski po rozbiorach Polski. Następnie nadane Michelowi Neyowi w okresie Księstwa Warszawskiego, ostatecznie przepadły na rzecz rządu Królestwa Polskiego.